# Ярчани
Ярчани (хорв. Jarčani) — населений пункт у Хорватії, в Копривницько-Крижевецькій жупанії у складі міста Крижевці.

## Населення
Населення за даними перепису 2011 року становило 97 осіб.
Динаміка чисельності населення поселення: